# L'Île des chasseurs d'oiseaux

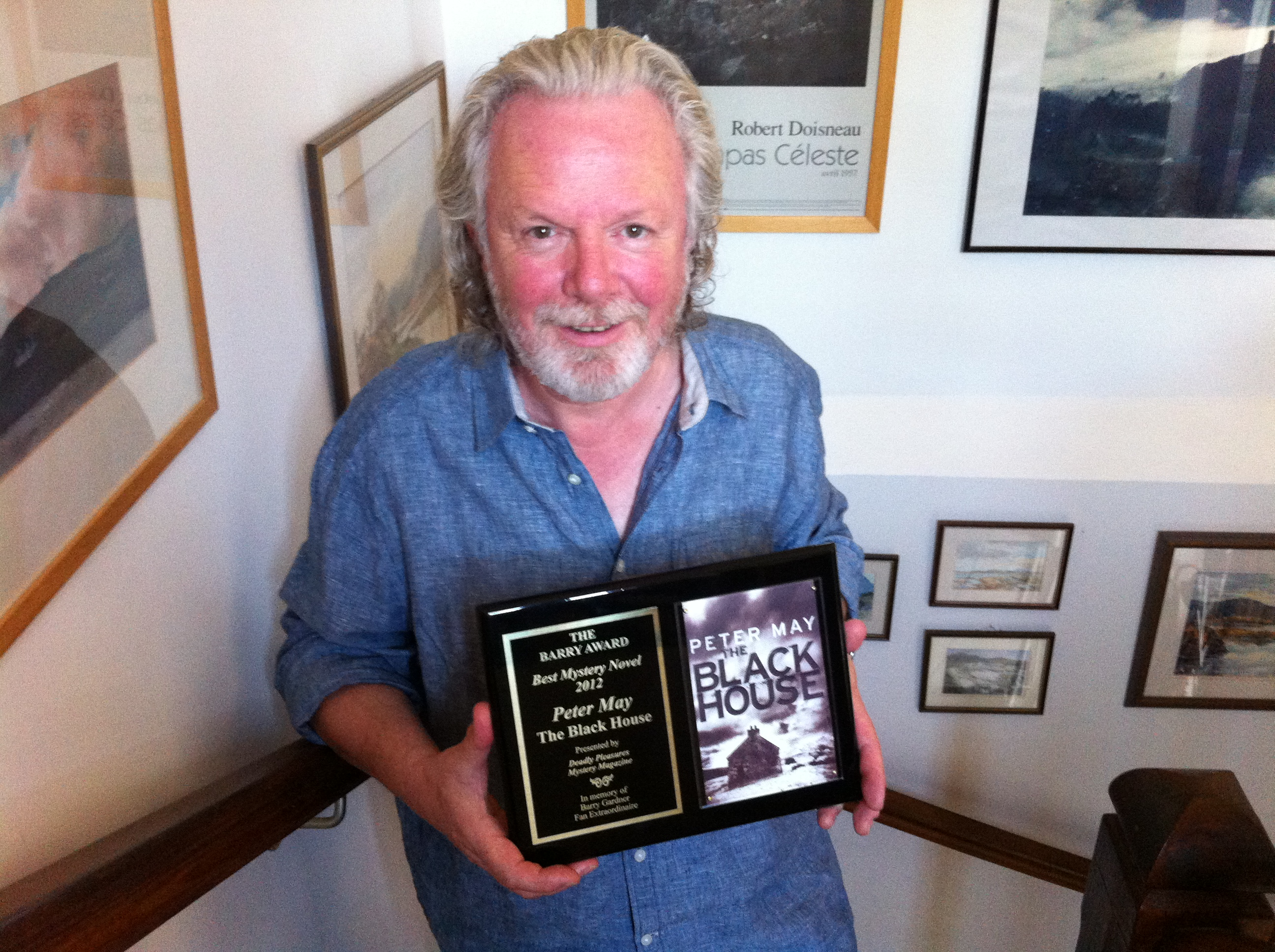
Peter May avec son Barry Award

L'Île des chasseurs d'oiseaux (titre original : The Blackhouse) est un roman policier de l'écrivain écossais Peter May publié en 2009.
Le récit se déroule sur l'île de Lewis, en Écosse. Le titre original anglais, The Blackhouse, fait référence au nom des vieilles maisons en pierres noires de l'île de Lewis. Le roman est d'abord paru en traduction française avant sa publication dans sa langue originale en 2011.

## Résumé
L'inspecteur de police Finlay (Fin) Macleod est envoyé sur l'île de Lewis dont il est originaire, au large de l'Ecosse, car un meurtre particulièrement macabre y a été commis, mais avec un mode opératoire similaire à celui sur lequel il est en train d'enquêter à Édimbourg. Finlay est ainsi appelé par sa hiérarchie pour retourner sur son île natale afin d'établir d'éventuels liens entre les deux meurtres. Cette mission va lui faire rencontrer le passé qu'il a fui en allant à l'université de Glasgow. Tout au long du roman, Finlay sera le narrateur de son enfance et de son adolescence. Un passé qui n'est pas sans lien avec l'enquête qu'il mène.

## Principaux personnages

### Personnage principal
Finlay Macleod, ou Fionnlagh Macleoid en gaélique, surnommé Fin,  est inspecteur de police à Édimbourg. Il est originaire de l'île de Lewis qu'il a quitté il y a dix-sept ans, et n'y est jamais retourné depuis. 

### Personnages de l'enfance de Finlay
- Marsaili Macdonald (Marjorie en anglais), amie et amoureuse d'enfance de Finlay depuis l'école primaire.
- Artair Macinnes (Arthur en anglais), le plus proche ami d'enfance de Finlay, l'époux de Marsaili.
- Murdo Macritchie, surnommé Murdo Ruadh garçon de la classe de Finlay qui terrorisait les autres enfants.
- Ange Macritchie, frère aîné de Murdo, lui aussi brutalisant les autres garçons. C'est lui, la victime du meurtre de Lewis sur lequel enquête Finlay.
- Donald Murray, fils du pasteur et ami de Finlay.

### Personnages de nos jours
- George Gunn inspecteur de police de Stornoway, Lewis.
- Tom Smith, inspecteur principal de Glasgow, responsable de l'enquête.
- Gigs MacAulay, est depuis une vingtaine d'années le chef de l'équipe des douze hommes de Lewis qui partent chaque année sur An Sgeir, chasser les gugas.
- Chris Adams, militant manifestant contre la chasse aux gugas. Chris s'est fait tabasser par Ange Macrichtie la semaine avant le meurtre.
- Donna Murray, fille du pasteur (Donald Murray).
- Fionnlagh Macinnes, le fils de Marsaili et Artair. L'intrigue va progressivement lui conférer une importance croissante.

## Distinctions
- Prix des Ancres noires 2010.
- Cezam Prix Littéraire Inter CE 2011.